# Liste der Mitglieder im 5. Inatsisartut
Das 5. Inatsisartut wurde nach der Parlamentswahl in Grönland 1991 gebildet und war bis 1995 im Amt.

## Aufbau
- IA: 5
- S: 11
- AP: 2
- A: 8
- IP: 1

| Partei | Partei            | Abgeordnete zu Beginn der Legislaturperiode | Abgeordnete zum Ende der Legislaturperiode | Abgänge | Zugänge |
| ------ | ----------------- | ------------------------------------------- | ------------------------------------------ | ------- | ------- |
|        | Siumut            | 11                                          | 11                                         | keine   | keine   |
|        | Atassut           | 8                                           | 8                                          | keine   | keine   |
|        | Inuit Ataqatigiit | 5                                           | 5                                          | keine   | keine   |
|        | Akulliit Partiiat | 2                                           | 2                                          | keine   | keine   |
|        | Issittup Partiia  | 1                                           | 1                                          | keine   | keine   |
| Gesamt | Gesamt            | 27                                          | 27                                         |         |         |

## Parlamentspräsidium
|                 | 1991–1995                                                                                            |
| --------------- | --- |
| Vorsitzender    | Bendt Frederiksen (Siumut)                                                                           |
| Vizevorsitzende | Hans Iversen (Siumut) Emilie Lennert (Atassut) Knud Sørensen (Atassut) Ole Lynge (Inuit Ataqatigiit) |

## Abgeordnete
Es wurden folgende Personen gewählt. Personen, die zum Ende der Legislaturperiode nicht mehr im Amt waren, sind grau markiert:
| Wahlkreis           | Mitglied                 | Geburtsjahr | Partei | Partei            | Anmerkung           |
| ------------------- | ------------------------ | ----------- | ------ | ----------------- | ------------------- |
| Mittelgrönland      | Emil Abelsen             | 1943        |        | Siumut            |                     |
| Südgrönland         | Kaj Egede                | 1951        |        | Siumut            |                     |
| Upernavik           | Bendt Frederiksen        | 1939        |        | Siumut            | Parlamentspräsident |
| Ittoqqortoormiit    | Ane Sofie Hammeken       | 1939        |        | Siumut            |                     |
| Diskobucht          | Hans Iversen             | 1940        |        | Siumut            |                     |
| Mittelgrönland      | Lars Emil Johansen       | 1946        |        | Siumut            |                     |
| Südgrönland         | Jonathan Motzfeldt       | 1938        |        | Siumut            |                     |
| Uummannaq           | Pavia Nielsen            | 1936        |        | Siumut            |                     |
| Mittelgrönland      | Ove Rosing Olsen         | 1950        |        | Siumut            |                     |
| Thule               | Ûssarĸak K'ujaukitsoĸ    | 1948        |        | Siumut            |                     |
| Diskobucht          | Peter Grønvold Samuelsen | 1960        |        | Siumut            |                     |
| Mittelgrönland      | Lars Chemnitz            | 1925        |        | Atassut           |                     |
| Mittelgrönland (AM) | Emilie Lennert           | 1931        |        | Atassut           |                     |
| Südgrönland         | Agnethe Nielsen          | 1925        |        | Atassut           |                     |
| Südgrönland         | Peter Ostermann          | 1939        |        | Atassut           |                     |
| Ammassalik          | Jakob Sivertsen          | 1943        |        | Atassut           |                     |
| Diskobucht          | Knud Sørensen            | 1934        |        | Atassut           |                     |
| Diskobucht          | Konrad Steenholdt        | 1942        |        | Atassut           |                     |
| Mittelgrönland      | Otto Steenholdt          | 1936        |        | Atassut           |                     |
| Mittelgrönland      | Aqqaluk Lynge            | 1947        |        | Inuit Ataqatigiit |                     |
| Diskobucht          | Ole Lynge                | 1956        |        | Inuit Ataqatigiit |                     |
| Südgrönland         | Josef Motzfeldt          | 1941        |        | Inuit Ataqatigiit |                     |
| Mittelgrönland (AM) | Johan Lund Olsen         | 1958        |        | Inuit Ataqatigiit |                     |
| Mittelgrönland      | Henriette Rasmussen      | 1950        |        | Inuit Ataqatigiit |                     |
| Mittelgrönland (AM) | Hans Pavia Egede         | 1954        |        | Akulliit Partiiat |                     |
| Mittelgrönland      | Bjarne Kreutzmann        | 1943        |        | Akulliit Partiiat |                     |
| Mittelgrönland (AM) | Nikolaj Heinrich         | 1938        |        | Issittup Partiia  |                     |